# Estación Niquía (Metro de Medellín)
La Estación Niquía es la primera estación, de norte a sur, de la Línea A del Metro de Medellín. Se encuentra en Bello, la segunda ciudad más poblada del área metropolitana, después de Medellín. La estación fue inaugurada el 30 de noviembre de 1995 como parte del tramo inaugural de la línea A, desde la estación Niquía hasta la estación Poblado.
La estación ha pasado a ser un centro urbano en medio de una región tradicionalmente compuesta por familias trabajadoras y campesinas que vieron la necesidad de trasladarse a la zona central de Bello para cualquier tipo de trabajo. La estación es ahora un verdadero centro urbano con casi todo lo necesario para ir de compras y tener reuniones. Desde allí también se puede acceder fácilmente a otros barrios de la ciudad de Bello.

## Historia
- El 30 de noviembre de 1995 se inaugura la estación.[1]
- El 16 de mayo de 2008 entra en servicio la ampliación, comprendiendo una remodelación en los accesos de la estación y la incorporación de bahías de estacionamiento de rutas de buses integradas al sistema.[2]

## Descripción
La estación se encuentra ubicada en la zona este del municipio de Bello, al norte del Área Metropolitana del Valle de Aburrá, específicamente en el Barrio Niquía y la comuna del mismo nombre. Sirve directamente a gran parte del municipio de Bello y a los municipios de Copacabana, Girardota y Barbosa mediante rutas de buses integradas al sistema.
El complejo consta de una estación de metro elevada de dos niveles de altura: un piso superior en donde se encuentran el servicio del metro con dos plataformas laterales a un vía férrea doble; un entrepiso en donde se encuentra la zona de ingreso. 
En el nivel tierra del edificio se encuentra un área de restaurantes y tiendas y alrededor del edificio una inmensa glorieta que permite el acceso a todas las rutas de transporte terrestre, entre ellas, la Autopista Norte 25 y la Avenida Regional, que parten hacia los principales centros urbanos de la zona norte y centro del Área Metropolitana. Al norte de la misma se encuentra el Centro Comercial Puerta del Norte, conectado a la Estación por medio de un viaducto peatonal.

## Diagrama de la estación
| NIVEL 2 |                                                       |           |                  |
|         | Plataforma lateral, las puertas se abren a la derecha |           |                  |
| Norte   | ← Terminal                                            | Sur       |                  |
| Norte   | → hacia Estación Bello (Estación La Estrella)         | Sur       |                  |
|         | Plataforma lateral, las puertas se abren a la derecha |           |                  |
|         |                                                       |           |                  |
|         | Salida / Entrada                                      | Entrepiso | Salida / Entrada |
| SUELO   |                                                       |           |                  |
|         |                                                       |           |                  |

## Horario

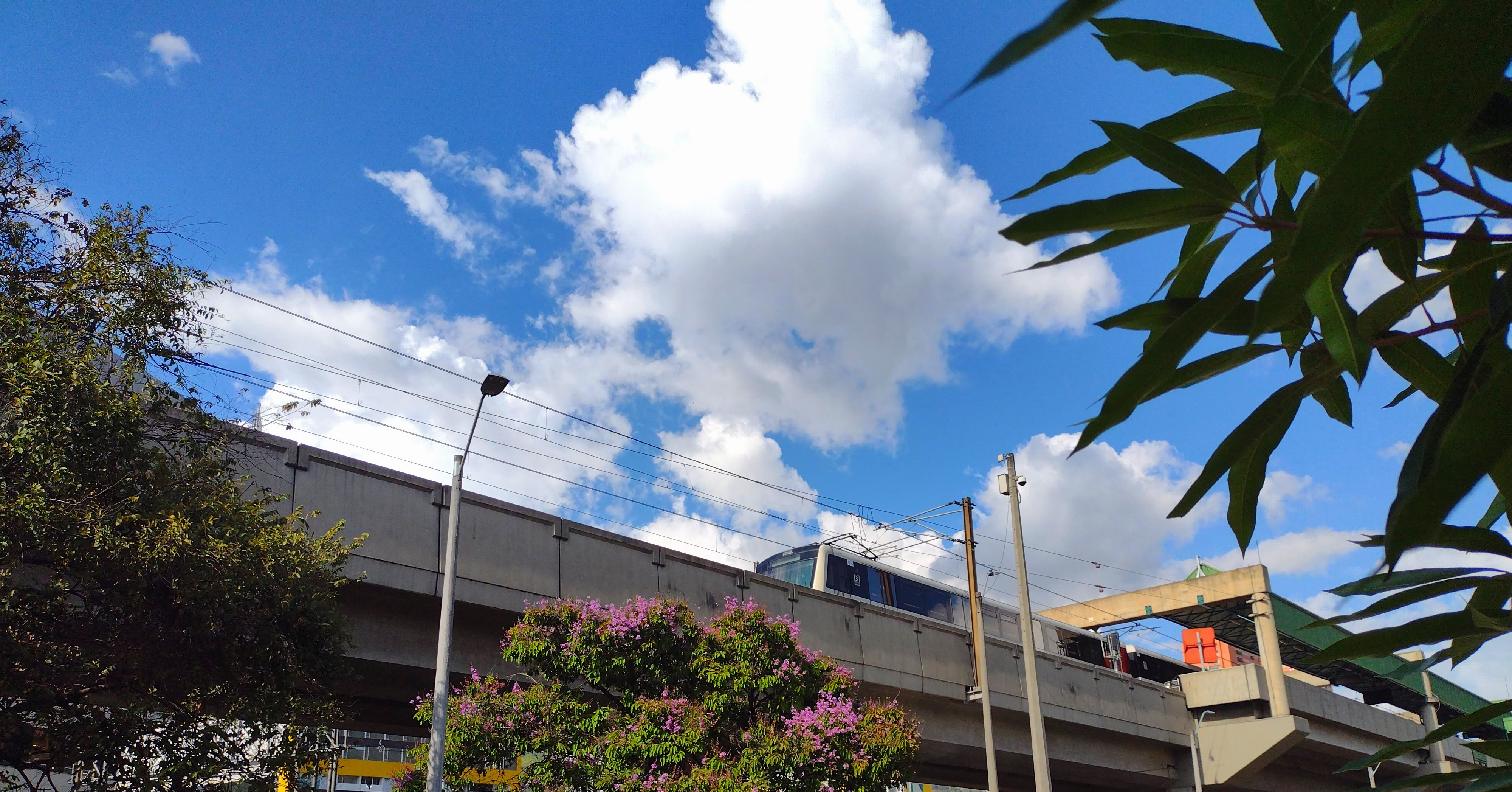
Tren saliendo de la estación.

| Horarios de estación                  | Lunes a viernes | Sábado | Domingo y festivos |
| ------------------------------------- | --------------- | ------ | ------------------ |
| Primer tren con dirección La Estrella | 04:17           | 04:17  | 04:48              |
| Último tren con dirección La Estrella | 22:42           | 22:42  | 22:01              |

## Rutas integradas
| RUTA     | NOMBRE                        | DESTINO                         |
| -------- | ----------------------------- | ------------------------------- |
| 1001     | Niquía Quitasol               | Cerro Quitasol                  |
| 1002     | Niquía Camacol la 65          | Camacol                         |
| 1003     | Navarra – Parque              | Parque de Navarra               |
| 1004     | Niquía - Maximiliano - Kolbe  | Parroquia San Maximiliano Kolbe |
| 1005     | Niquía Camacol la 61          | Camacol                         |
| 1008     | Bellavista-San Martín         | Barrios Bellavista y San Martín |
| 1008     | San Martín – Bellavista       | Barrios San Martín y Bellavista |
| 1014     | San Félix                     | Corregimiento de San Félix      |
| 2001     | Copacabana x Autopista        | Copacabana                      |
| 3001     | Girardota                     | Girardota                       |
| 2001-1   | Copacabana - Piscina          | Unidad deportiva Cristo Rey     |
| 2001-2   | Copacabana - San Juan         | Barrio San Juan                 |
| 4001-1   | Barbosa                       | Barbosa                         |
| 4001-2   | Barbosa - Parque de las Aguas | Parque de las Aguas             |
| C-2000-1 | Circular 2000-1               |                                 |
|          | Terranova                     |                                 |

## Zonas de interés
- Cámara de Comercio de Medellín para Antioquia
- Cerro Quitasol
- Hospital Marco Fidel Suárez sede Niquía
- Estadio Tulio Ospina
- Centro Comercial Puerta del Norte
- Unidad de vida articulada Aguas Claras EPM
- Santuario del Señor Caído de Girardota (a través de ruta integrada)
- Parque recreativo Comfama Copacabana  (Conexión mediante autobuses tomados desde la Glorieta de Autobuses).
- Parque de las Aguas (Conexión mediante autobuses tomados desde la Glorieta de Autobuses).
- Clínica Especializada EMMSA